# Емва (городское поселение)
Емва — административно-территориальная единица (административная территория город районного значения с подчиненной ему территорией) и муниципальное образование (городское поселение с полным официальным наименованием муниципальное образование городского поселения «Емва») в составе муниципального района Княжпогостского в Республике Коми Российской Федерации.
Административный центр — город Емва.

## История
Статус и границы административной территории установлены Законом Республики Коми от 6 марта 2006 года № 13-РЗ «Об административно-территориальном устройстве Республики Коми».
Статус и границы городского поселения установлены Законом Республики Коми от 6 марта 2006 года № 13-РЗ «Об административно-территориальном устройстве Республики Коми».
Распоряжением Правительства РФ от 29 июля 2014 года № 1398-р «Об утверждении перечня моногородов» муниципальное образование включено в категорию «Монопрофильные муниципальные образования Российской Федерации (моногорода) с наиболее сложным социально-экономическим положением».

## Население
| 2010    | 2011    | 2012    | 2013    | 2014    | 2015    | 2016    | 2017    |
| ------- | ------- | ------- | ------- | ------- | ------- | ------- | ------- |
| 14 626  | ↘14 548 | ↘14 179 | ↘14 026 | ↘13 773 | ↘13 544 | ↘13 303 | ↘13 017 |
| 2018    | 2019    | 2020    | 2021    | 2024    |         |         |         |
| ↘12 736 | ↘12 557 | ↘12 470 | ↘11 108 | ↘10 710 |         |         |         |

## Состав городского поселения
| №  | Населённый пункт | Тип населённого пункта        | Население |
| -- | ---------------- | ----------------------------- | --------- |
| 1  | Емва             | город, административный центр | ↘10 620   |
| 2  | Злоба            | деревня                       | →6        |
| 3  | Керес            | деревня                       | 0         |
| 4  | Княжпогост       | село                          | 114       |
| 5  | Кылтово          | посёлок                       | 42        |
| 6  | Кыркещ           | деревня                       | 10        |
| 7  | Половники        | деревня                       | 2         |
| 8  | Раковица         | деревня                       | 11        |
| 9  | Удор             | деревня                       | 24        |
| 10 | Чуб              | посёлок                       | 14        |